# 이리에 도시카즈
이리에 도시카즈(일본어: 入江 利和, 1984년 11월 11일 ~ )는 일본의 전 축구 선수이다.

## 구단 경력
과거 도치기 SC에서 활동하였다.